# R v Brown
R v Brown (1994) 1 AC 212 ist eine Entscheidung des House of Lords aus dem Jahre 1993, bei dem homosexuelle BDSMler wegen der Ausübung einvernehmlicher sadomasochistischer Praktiken nach englischem Strafrecht verurteilt wurden. Das Verfahren führte zu einem Grundsatzurteil des Europäischen Gerichtshofs für Menschenrechte.
Die Bezeichnung Operation Spanner wurde zufällig ausgewählt.

## Sachverhalt und Vorinstanzen
Im Jahr 1987 gab es eine Razzia der Sonderkommission „Spanner“, bei der auch Videofilme mit einvernehmlichem, homosexuellem BDSM beschlagnahmt wurden. Darauf verurteilte der Court of Appeal im Dezember 1990 16 Angeklagte, die auf Rat ihrer Anwälte auf schuldig plädierten. Die Ausführenden wurden wegen Grievous bodily harm (GBH) nach Sektion 20 des Offences against the Person Act 1861 (OAPA 1861) und assault occasioning actual bodily harm nach Sektion 47 des OAPA 1861 bestraft, die sogenannten Bottoms, denen die Verletzungen zugefügt wurden, wegen Beihilfe. Die Strafen bewegten sich von Geldstrafen über Bewährungsstrafen bis zu Gefängnisstrafen.

## Entscheidung des House of Lords
Das House of Lords wies den appeal zurück und hielt die Entscheidung des Court of Appeal mit einer Mehrheit von drei zu zwei Stimmen aufrecht. Lord Tempelman führte für die Mehrheitsmeinung an:

“The violence of sado-masochistic encounters involves the indulgence of cruelty by sadists and the degradation of victims. […] Society is entitled and bound to protect itself against a cult of violence.
Pleasure derived from the infliction of pain is an evil thing. Cruelty is uncivilised.”

„Die Gewalttaten sadomasochistischer Begegnungen beinhalten, sich sadistischer Grausamkeit und der Herabsetzung der Opfer zu überantworten. […] Die Gesellschaft ist berechtigt und verpflichtet, sich selbst gegen einen Kult der Gewalt zu verteidigen. Freude, die sich daraus speist, anderen Schmerz beizubringen, ist von Übel. Grausamkeit ist unzivilisiert.“

Lord Mustill entgegnete dem für die abweichenden Lords:

“[…] the issue before the House is not whether the appellants' conduct is morally right, but whether it is properly charged under the Act of 1861. When proposing that the conduct is not rightly so charged I do not invite your Lordships' House to endorse it as morally acceptable. […] What I do say is that these are questions of private morality; that the standards by which they fall to be judged are not those of the criminal law; and that if these standards are to be upheld the individual must enforce them upon himself according to his own moral standards, […]”

„[…] es nicht Aufgabe des House zu entscheiden, ob das Handeln des Appellanten moralisch richtig ist, sondern ob es zu Recht nach dem Gesetz von 1861 angeklagt ist. Wenn ich vorschlage, dass das Handeln unberechtigterweise angeklagt ist, lade ich Eure Lordschaften nicht ein, es für moralisch hinnehmbar zu befinden. […] Was ich tatsächlich sage ist, dass diese Fragen solche der privaten Sittlichkeit sind, dass der Gradmesser, an dem sie zu messen sind, nicht derjenige des Strafrechts ist; und dass – wenn man diesen Maßstab gewahrt wissen will – der Einzelne ihn seinen eigenen moralischen Maßstäben gemäß durchsetzen muss, […]“

## Folgen
1995 wurde der Spanner Trust gegründet. Diese Stiftung diente ursprünglich zur Unterstützung des Gerichtsverfahrens vor dem Europäischen Gerichtshof für Menschenrechte; nach 1997 betreibt die Stiftung generell Lobbyarbeit für BDSM und die Änderung der Gesetze in Großbritannien.
Am 19. Februar 1997 urteilte der Europäische Gerichtshof für Menschenrechte in Laskey, Jaggard and Brown v. the United Kingdom (1997), dass jeder Staat eigene Gesetze gegen Körperverletzung erlassen darf, unabhängig davon, ob die Körperverletzung einvernehmlich ist oder nicht.
Der Prozess führte dazu, dass sich sowohl im europäischen als auch im amerikanischen Raum Sadomasochisten zunehmend vernetzten. Gerade in Bezug auf BDSM-relevante Berichterstattung entstanden in der Folge mehrere neue Strukturen. Das zunächst auf Englisch verfasste Urteil wurde in Teilen der deutschen Subkultur zunächst als europaweites Verbot von SM missverstanden. Als Reaktion auf diese Probleme bei der Kommunikation innerhalb der Subkultur wurde die Nachrichten-Mailingliste „Schlagworte“ gegründet. In England entstand im Laufe des Verfahrens die Organisation SM Pride, um zukünftig die Interessen von Sadomasochisten und anderen sexuellen Minderheiten besser schützen zu können.
Zwei der Verhafteten starben durch Suizid, mehrere verloren ihre Arbeit. In acht Fällen wurden Gefängnisstrafen bis zu viereinhalb Jahren ausgesprochen. Nach dem Urteil kam es in Großbritannien zu Razzien bei privaten BDSM-Partys und in -Bars.
Die SM-Filmkomödie Preaching to the Perverted ist eine Parodie darauf und Kritik am Spanner-Urteil.
Im Juni 2007 nutzte die britische Regierung die Entscheidung, um auch Bild- und Filmmaterial, das entsprechendes einvernehmliches Verhalten unter Erwachsenen darstellt, im Rahmen der Criminal Justice And Immigration Bill als „extreme Pornographie“ zu kriminalisieren.

## Filme
- 1997: Preaching to the Perverted